# 喷水池站
喷水池站是贵阳轨道交通1号线与2号线的地铁车站，是一个换乘站，位于中华人民共和国贵州省贵阳市云岩区人民大道与延安中路交叉口。1号线车站于2018年12月1日开通，2号线车站于2021年4月28日开通。

## 车站结构
喷水池站为1号线与2号线换乘站，其中1号线车站沿人民大道南北向设置，为地下二层岛式站台车站，车站长180米，宽23.9米，车站地下一层为站厅层，地下二层为站台层。2号线车站沿延安中路东西向设置，为地下三层岛式站台车站，车站长198.5米，宽23.9米，车站地下一层为站厅层，地下三层为站台层。两线采用通道换乘，两线站厅间建设有80米长换乘通道相连。
|                   |  | █ 1号线往窦官（北京路）         |
| 島式 · 開左邊车门 |  |                                 |
|                   |  | █ 1号线往小孟工业园（中山西路） |

|                   |  | █ 2号线往白云北路（紫林庵） |
| 島式 · 開左邊车门 |  |                             |
|                   |  | █ 2号线往中兴路（阳明祠）   |

## 车站出口
喷水池站共设10个出口，其中A-D出口连通1号线站厅，E-H、J-K出口连通2号线站厅，各出口及周围设施如下所示：
| 编号                | 出入口信息                                                           | 照片 | 无障碍设施 |
| ------------------- | -------------------------------------------------------------------- | ---- | ---------- |
| A · 出口            | 人民大道北段，黔灵西路，城基路，贵阳市第五中学                       |      | 不適用     |
| B · 出口 · （设有） | 人民大道北段，龙泉巷                                                 |      |            |
| C · 出口            | 人民大道北段，龙井小学                                               |      | 不適用     |
| D · 出口            | 人民大道北段，黔灵西路，中华北路，贵阳市第七中学(中北校区)           |      | 不適用     |
| E · 出口            | 延安中路，嘉禾路，城基路，贵州省林业局                               |      | 不適用     |
| F · 出口            | 延安中路，贵阳市云岩区少年宫，贵州省商务厅，贵州省农业农村厅，金沙街 |      | 不適用     |
| G · 出口            | 延安中路，人民大道北段，贵州省人力资源和社会保障厅，贵州省广播电视局 |      | 不適用     |
| H · 出口 · （设有） | 延安中路，中华中路，延安东路，沙井街                                 |      |            |
| J · 出口            | 延安中路，中华北路，延安东路，国贸广场                               |      | 不適用     |
| K · 出口            | 人民大道北段，延安中路，景天城                                       |      | 不適用     |
| 图例： 设有         |                                                                      |      |            |

## 接驳交通

### 公交车
- 黔灵西路口：39路，55路，63路，71路，301路，4202路，甜蜜社区一线A线，甜蜜社区一线B线
- 喷水池轨道站：249路

## 车站历史
本站建设时期工程名为延安路站，开通前正式命名为喷水池站，站名来自车站附近的贵阳市中心的标志性建筑物喷水池。
- 2017年6月17日，2号线车站主体结构封顶。
- 2017年12月12日，1号线车站主体结构封顶[3]。
- 2018年12月1日，1号线车站随1号线全线通车开通[1]。
- 2021年4月28日，2号线车站随2号线工程通车开通，车站成为换乘站[2]。